# Ruyschia pilophora
Ruyschia pilophora là một loài thực vật có hoa trong họ Marcgraviaceae. Loài này được Triana & Planch. miêu tả khoa học đầu tiên năm 1862.